# Gran Premio de San Sebastián - Donostiako Sari Nagusia
El Gran Premio de San Sebastián - Donostiako Sari Nagusia es uno de los grandes premios importantes del turf español en verano y junto al Critérium Internacional de San Sebastián - Donostiako Nazioarteko Kriteriuma es uno de los más antiguos del tuf español. Se disputa desde el año 1916, año de la apertura del Hipódromo Municipal de San Sebastián, aunque no todos los años se ha disputado y su distancia ha variado durante los años. La carrera está destinada a caballos y yeguas de tres años en adelante sobre una distancia de 2.800 metros.
La carrera se ha disputado prácticamente ininterrumpidamente desde el año 1916, exceptuando las ediciones de 1924, 1936, 1937, 1938, 1939, estas últimas no disputadas por la guerra civil española y 2017, debido al estado de la pista por lluvias torrenciales. Fue el gran premio más importante del Hipódromo Municipal de San Sebastián hasta la creación de la Copa de Oro de San Sebastián – Donostiako Urrezko Kopa. Los últimos años ha perdido parte de ese prestigio y ha tenido que modificar el recorrido para encontrar su lugar en el calendario de verano. Hoy en día, es la carrera que cierra la temporada de verano y se considera una revancha de la Copa de Oro de San Sebastián – Donostiako Urrezko Kopa, ya que se suelen citar muchos caballos que participan en ella, y se les suele sumar alguna yegua que ha disputado el Gran Premio Donostia Sustapena – Fomento San Sebastián en busca de un doblete o de lograr ganar un gran premio.
La distancia de la prueba ha variado con el paso de los años. Las primeras ediciones, 1916-1922, se disputaron sobre los 2.400 metros. En 1923, se disputó sobre los 2.200 metros. En 1925, se volvió a los 2.400 metros y se mantuvo así hasta la edición de 1934. En 1935, se volvió a disputar sobre los 2.200 metros. Después del paron por la guerra civil, para la edición de 1940 se vuelve a disputar sobre los 2.400 metros y se mantuvo así hasta la edición de 1973. Desde la edición de 1974 a la edición de 1976, se disputó sobre los 2.700 metros. Desde la edición de 1978 se viene disputando sobre la distancia actual de 2.800 metros.

## Palmarés[1]
| Gran Premio de San Sebastián - Donostiako Sari Nagusia |                                                                             |                                                                             |                                                                             |                                                                             |                                                                             |
| 2024                                                   | EL CANEY (GB)                                                               | Jaime Gelabert                                                              | Ioannes Osorio                                                              | Cuadra Santa Bárbara                                                        | 2800m                                                                       |
| 2023                                                   | THE WAY OF BONNIE (IRE)                                                     | Václav Janáček                                                              | Guillermo Arizkorreta                                                       | Yeguada Rocío                                                               | 2800m                                                                       |
| 2022                                                   | THE WAY OF BONNIE (IRE)                                                     | Václav Janáček                                                              | Guillermo Arizkorreta                                                       | Yeguada Rocío                                                               | 2800m                                                                       |
| 2021                                                   | LIBERRI (IRE)                                                               | Raúl Ramos                                                                  | Ioannes Osorio                                                              | Cuadra Quinto Real                                                          | 2800m                                                                       |
| 2020                                                   | ISKANDERHON (USA)                                                           | Julien Grosjean                                                             | Mauricio Delcher Sánchez                                                    | Cuadra Avaz Ismoilov                                                        | 2800m                                                                       |
| 2019                                                   | EMIN (IRE)                                                                  | Ricardo Sousa                                                               | Enrique León                                                                | Cuadra Marqués de Miraflores de San Antonio                                 | 2800m                                                                       |
| 2018                                                   | HIPODAMO DE MILETO (FR)                                                     | Clément Cadel                                                               | José Calderón                                                               | Cuadra Nanina                                                               | 2800m                                                                       |
| 2017                                                   | No se disputó debido al estado de la pista, a causa de lluvias torrenciales | No se disputó debido al estado de la pista, a causa de lluvias torrenciales | No se disputó debido al estado de la pista, a causa de lluvias torrenciales | No se disputó debido al estado de la pista, a causa de lluvias torrenciales | No se disputó debido al estado de la pista, a causa de lluvias torrenciales |
| 2016                                                   | AGAIN CHARLIE (FR)                                                          | Aurélien Lemaitre                                                           | Christian Delcher                                                           | Cuadra Bloke                                                                | 2800m                                                                       |
| 2015                                                   | ACHTUNG (SPA)                                                               | José Luis Martínez                                                          | Jesús López                                                                 | Cuadra Enalto                                                               | 2800m                                                                       |
| 2014                                                   | TINDARO (FR)                                                                | Óscar Ortiz de Urbina                                                       | Paul Webber                                                                 | Cuadra The Tindaro Partnership                                              | 2800m                                                                       |
| 2013                                                   | ENTRE COPAS (GB)                                                            | José Luis Martínez                                                          | Ioannes Osorio                                                              | Cuadra África                                                               | 2800m                                                                       |
| 2012                                                   | AUSTRALIA DAY (IRE)                                                         | Óscar Ortiz de Urbina                                                       | Paul Webber                                                                 | Cuadra Skippy & The Partners                                                | 2800m                                                                       |
| 2011                                                   | ENTRE COPAS (GB)                                                            | Jeremy Crocquevieille                                                       | Ioannes Osorio                                                              | Cuadra África                                                               | 2800m                                                                       |
| 2010                                                   | IRUZ (IRE)                                                                  | Julien Grosjean                                                             | Ramón Avial                                                                 | Cuadra Carambola                                                            | 2800m                                                                       |
| 2009                                                   | TSARABI (IRE)                                                               | David Michaux                                                               | Ana Imaz Ceca                                                               | Cuadra Martul                                                               | 2800m                                                                       |
| 2008                                                   | ARTIUM (IRE)                                                                | José Luis Borrego                                                           | Mauricio Delcher Poulies                                                    | Cuadra Félix González Vela                                                  | 2800m                                                                       |
| 2007                                                   | BANNABY (FR)                                                                | Jorge Horcajada                                                             | Mauricio Delcher Sánchez                                                    | Cuadra Alberto Abajo                                                        | 2800m                                                                       |
| 2006                                                   | BENTA BERRI (FR)                                                            | Jorge Horcajada                                                             | Román Martín Sánchez                                                        | Cuadra Oca                                                                  | 2800m                                                                       |
| 2005                                                   | CASTALIA (GB)                                                               | José Luis Borrego                                                           | Mauricio Delcher Poulies                                                    | Cuadra Duque de Alburquerque                                                | 2800m                                                                       |
| 2004                                                   | GALIZANO (IRE)                                                              | David Morisson                                                              | Christian Delcher                                                           | Cuadra Bering                                                               | 2800m                                                                       |
| 2003                                                   | RUENTE (IRE)                                                                | Jean-René Dubosc                                                            | Mauricio Delcher Sánchez                                                    | Cuadra Bering                                                               | 2800m                                                                       |
| 2002                                                   | ILLUMBE (FR)                                                                | José Luis Martínez                                                          | Román Martín Sánchez                                                        | Cuadra Aretatxo                                                             | 2800m                                                                       |
| 2001                                                   | PERSIAN RULER (SPA)                                                         | Jorge Horcajada                                                             | Facundo Bedouret                                                            | Cuadra Hipódromos y Caballos                                                | 2800m                                                                       |
| 2000                                                   | JAFAR (SPA)                                                                 | Jean-Bernard Eyquem                                                         | Román Martín Sánchez                                                        | Cuadra Ehun                                                                 | 2800m                                                                       |
| 1999                                                   | OKAWANGO (SPA)                                                              | Florentino González                                                         | Mauricio Delcher Poulies                                                    | Cuadra Guijarro                                                             | 2800m                                                                       |
| 1998                                                   | POMPADOUR (SPA)                                                             | Florentino González                                                         | José Manuel Borrego Bernal                                                  | Cuadra Zaudín                                                               | 2800m                                                                       |
| 1997                                                   | BELLO (ARG)                                                                 | José Luis Martínez                                                          | Enrique Bedouret                                                            | Cuadra Colombia                                                             | 2800m                                                                       |
| 1996                                                   | TOBA (IRE)                                                                  | José Luis Martínez                                                          | Román Martín Sánchez                                                        | Cuadra Madrileña                                                            | 2800m                                                                       |
| 1995                                                   | SHREWD IDEA (GB)                                                            | José Luis Borrego                                                           | Jose Luis de Salas                                                          | Cuadra Chamartín                                                            | 2800m                                                                       |
| 1994                                                   | TOBA (IRE)                                                                  | José Luis Martínez                                                          | Román Martín Sánchez                                                        | Cuadra Madrileña                                                            | 2800m                                                                       |
| 1993                                                   | SUR (SPA)                                                                   | Francisco Rodríguez                                                         | Ramón Avial                                                                 | Cuadra El Retorno                                                           | 2800m                                                                       |
| 1992                                                   | SHEIKH DANCER (IRE)                                                         | Sergio Vidal                                                                | Miguel Alonso Gómez                                                         | Cuadra Marquesa de Santa Cruz de Paniagua                                   | 2800m                                                                       |
| 1991                                                   | ONE TO TWO (FR)                                                             | Gérard Chirurgien                                                           | Ángel Imaz Beloqui                                                          | Yeguada El Ventorrillo                                                      | 2800m                                                                       |
| 1990                                                   | CICLON (FR)                                                                 | Gérard Chirurgien                                                           | Ángel Imaz Beloqui                                                          | Yeguada El Ventorrillo                                                      | 2800m                                                                       |
| 1989                                                   | MIAMI SUN (IRE)                                                             | Vicente Cañizo                                                              | Enrique Bedouret                                                            | Cuadra Alborada                                                             | 2800m                                                                       |
| 1988                                                   | PERSIAN CRUMPET (IRE)                                                       | Vicente Cañizo                                                              | Enrique Bedouret                                                            | Cuadra Alborada                                                             | 2800m                                                                       |
| 1987                                                   | TAILGA (SPA)                                                                | Fernando Martín                                                             | Luis Maroto                                                                 | Yeguada Gracijo                                                             | 2800m                                                                       |
| 1986                                                   | ROYAL GAIT (GB)                                                             | Olindo Mongelluzzo                                                          | Conchita Mínguez                                                            | Cuadra Pereira SAT                                                          | 2800m                                                                       |
| 1985                                                   | INDIAN PRINCE (FR)                                                          | Paulino García                                                              | Julio César Martínez                                                        | Cuadra Arabian                                                              | 2800m                                                                       |
| 1984                                                   | EL PALETO (SPA)                                                             | Bartolomé Gelabert                                                          | Julio César Martínez                                                        | Cuadra Mendoza                                                              | 2800m                                                                       |
| 1983                                                   | BALADA (SPA)                                                                | Claudio Carudel                                                             | Carlos Corvalán                                                             | Cuadra Rosales                                                              | 2800m                                                                       |
| 1982                                                   | BALADA (SPA)                                                                | Claudio Carudel                                                             | Fulgencio de Diego                                                          | Cuadra Rosales                                                              | 2800m                                                                       |
| 1981                                                   | GUILFORD (FR)                                                               | Paulino García                                                              | Gualberto Pérez                                                             | Cuadra Edemi                                                                | 2800m                                                                       |
| 1980                                                   | CURIOSO (IRE)                                                               | Francisco Rodríguez                                                         | Juan Manuel Sánchez                                                         | Cuadra Madrileña                                                            | 2800m                                                                       |
| 1979                                                   | REVIRADO (SPA)                                                              | Ceferino Carrasco                                                           | Gualberto Pérez                                                             | Cuadra Dos Estrellas                                                        | 2800m                                                                       |
| 1978                                                   | REVIRADO (SPA)                                                              | Ceferino Carrasco                                                           | Gualberto Pérez                                                             | Cuadra Dos Estrellas                                                        | 2800m                                                                       |
| 1977                                                   | REVIRADO (SPA)                                                              | Fernando Martín                                                             | Gualberto Pérez                                                             | Cuadra Dos Estrellas                                                        | 2800m                                                                       |
| 1976                                                   | CLAMOR (SPA)                                                                | Claudio Carudel                                                             | Fulgencio de Diego                                                          | Cuadra Rosales                                                              | 2700m                                                                       |
| 1975                                                   | NESKA (SPA)                                                                 | Carlos Hernández                                                            | Manolo García                                                               | Cuadra José Luis Agulló                                                     | 2700m                                                                       |
| 1974                                                   | PINCOYA (CHI)                                                               | Florentino González                                                         | Jesús Méndez                                                                | Cuadra Mendoza                                                              | 2700m                                                                       |
| 1973                                                   | ROCHETTO (SPA)                                                              | Florentino González                                                         | Julián Abascal                                                              | Cuadra Escorial                                                             | 2400m                                                                       |
| 1972                                                   | KOKU (SPA)                                                                  | Cristóbal Medina                                                            | Luis Maroto                                                                 | Cuadra José Luis Agulló                                                     | 2400m                                                                       |
| 1971                                                   | TERBOCH (SPA)                                                               | José Antonio Borrego                                                        | Francisco Galdeano Torres                                                   | Yeguada Arnús                                                               | 2400m                                                                       |
| 1970                                                   | TERBOCH (SPA)                                                               | Cristóbal Medina                                                            | Francisco Galdeano Torres                                                   | Yeguada Arnús                                                               | 2400m                                                                       |
| 1969                                                   | ARANDORA STAR (GB)                                                          | Ceferino Carrasco                                                           | Fulgencio de Diego                                                          | Cuadra Rosales                                                              | 2400m                                                                       |
| 1968                                                   | ADAR II (SPA)                                                               | Román Martín Sánchez                                                        | Jesús Méndez                                                                | Cuadra Ramón Beamonte                                                       | 2400m                                                                       |
| 1967                                                   | MASPALOMAS (SPA)                                                            | Claudio Carudel                                                             | Juan Luis Barreiro                                                          | Cuadra Marqués de la Florida                                                | 2400m                                                                       |
| 1966                                                   | ROCHEBRUNE (FR)                                                             | Adolfo Barderas                                                             | Nicolás Méndez                                                              | Cuadra Jaime Badillo                                                        | 2400m                                                                       |
| 1965                                                   | ROCHEBRUNE (FR)                                                             | Adolfo Barderas                                                             | Nicolás Méndez                                                              | Cuadra Jaime Badillo                                                        | 2400m                                                                       |
| 1964                                                   | FRISCO (SPA)                                                                | Adolfo Barderas                                                             | Francisco Cadenas                                                           | Cuadra Cadenillas                                                           | 2400m                                                                       |
| 1963                                                   | FRISCO (SPA)                                                                | Adolfo Barderas                                                             | Francisco Cadenas                                                           | Cuadra Cadenillas                                                           | 2400m                                                                       |
| 1962                                                   | VULCANO (SPA)                                                               | Henri Paul Joseph Décla                                                     | Álvaro Díez                                                                 | Cuadra Barreiros                                                            | 2400m                                                                       |
| 1961                                                   | VIK (FR)                                                                    | Claudio Carudel                                                             | Jesús Méndez                                                                | Cuadra Ramón Beamonte                                                       | 2400m                                                                       |
| 1960                                                   | JAGUA (SPA)                                                                 | Urías Bueno                                                                 | Fernando Gazapo                                                             | Yeguada Jagua                                                               | 2400m                                                                       |
| 1959                                                   | UKRANIA (SPA)                                                               | Michel Auguste Alexandre Ledru                                              | Claude Lopez                                                                | Cuadra Margarita Zimmerman de Jonescu                                       | 2400m                                                                       |
| 1958                                                   | MARIOUT (GB)                                                                | Marcel Margot                                                               | Joyce Boyer de Saer                                                         | Cuadra Albert Saer                                                          | 2400m                                                                       |
| 1957                                                   | SULTAN EL YAGO (SPA)                                                        | Ponciano Polo                                                               | Antonio García Prieto                                                       | Cuadra Antonio Blasco                                                       | 2400m                                                                       |
| 1956                                                   | WHIRLY (SPA)                                                                | José Perelli                                                                | Federico García                                                             | Cuadra Ramón Beamonte                                                       | 2400m                                                                       |
| 1955                                                   | COLLEEN (GB)                                                                | Álvaro Díez                                                                 | Vicente Díez                                                                | Cuadra Satrústegui - Padilla                                                | 2400m                                                                       |
| 1954                                                   | DONAL (SPA)                                                                 | Donato Hilario                                                              | Francisco Cadenas                                                           | Cuadra Alberto Cadenas                                                      | 2400m                                                                       |
| 1953                                                   | PERALTA (SPA)                                                               | Victoriano Jiménez                                                          | Francisco Cadenas                                                           | Cuadra Tomás de Ybarra                                                      | 2400m                                                                       |
| 1952                                                   | AYUCO (SPA)                                                                 | Álvaro Díez                                                                 | Vicente Díez                                                                | Yeguada Figueroa                                                            | 2400m                                                                       |
| 1951                                                   | LUANCO (SPA)                                                                | Máximo Beguiristain                                                         | Gustavo López Luzzatti                                                      | Yeguada Militar                                                             | 2400m                                                                       |
| 1950                                                   | OLICORN (FR)                                                                | Agustín Moltó                                                               | Francisco Cadenas                                                           | Cuadra Roberto Monnom                                                       | 2400m                                                                       |
| 1949                                                   | IVANHOE (SPA)                                                               | Victoriano Jiménez                                                          | Gustavo López Luzzatti                                                      | Yeguada Militar                                                             | 2400m                                                                       |
| 1948                                                   | QUATRAIN (FR)                                                               | Jacques Doyasbere                                                           | Alec Head                                                                   | Cuadra Pierre Chastenet                                                     | 2400m                                                                       |
| 1947                                                   | GITANILLO (SPA)                                                             | Victoriano Jiménez                                                          | Emilio López de Letona                                                      | Yeguada Militar                                                             | 2400m                                                                       |
| 1946                                                   | MALLORCA (IRE)                                                              | Michael Leforestier                                                         | Francisco Cadenas                                                           | Cuadra Duquesa de Valencia                                                  | 2400m                                                                       |
| 1945                                                   | TWENTYPARK (IRE)                                                            | José Perelli                                                                | Francisco Cadenas                                                           | Cuadra Elena S. de Márquez                                                  | 2400m                                                                       |
| 1944                                                   | BREHON LAW (IRE)                                                            | Victoriano Jiménez                                                          | Georges Higson                                                              | Cuadra William Wyndham Torre Torr                                           | 2400m                                                                       |
| 1943                                                   | MERIN D’OR (FR)                                                             | José Perelli                                                                | Federico García                                                             | Cuadra Robert Eldagsen                                                      | 2400m                                                                       |
| 1942                                                   | BLOCUS (FR)                                                                 | Victoriano Jiménez                                                          | Emilio López de Letona                                                      | Yeguada Militar                                                             | 2400m                                                                       |
| 1941                                                   | OSNY (FR)                                                                   | Ramón Olloquiegui                                                           | Santiago Gallego                                                            | Cuadra Andrés Covarrubias                                                   | 2400m                                                                       |
| 1940                                                   | L’ASTREE (FR)                                                               | Álvaro Díez                                                                 | Felipe Sánchez Llanos                                                       | Cuadra Charles Forest                                                       | 2400m                                                                       |
| 1939 - 1936                                            | No se disputó debido a la Guerra Civil Española                             | No se disputó debido a la Guerra Civil Española                             | No se disputó debido a la Guerra Civil Española                             | No se disputó debido a la Guerra Civil Española                             | No se disputó debido a la Guerra Civil Española                             |
| 1935                                                   | BOBI (SPA)                                                                  | Álvaro Díez                                                                 |                                                                             | Cuadra Fernando Plá Peñalver                                                | 2200m                                                                       |
| 1934                                                   | DARK HENARES (SPA)                                                          | Michael Leforestier                                                         |                                                                             | Cuadra Carlos Figueroa                                                      | 2400m                                                                       |
| 1933                                                   | PRETEL (SPA)                                                                | José Perelli                                                                |                                                                             | Yeguada Nacional                                                            | 2400m                                                                       |
| 1932                                                   | ATLANTIDA (SPA)                                                             | Victoriano Jiménez                                                          |                                                                             | Cuadra Conde de la Cimera                                                   | 2400m                                                                       |
| 1931                                                   | ATLANTIDA (SPA)                                                             | Victoriano Jiménez                                                          |                                                                             | Cuadra Conde de la Cimera                                                   | 2400m                                                                       |
| 1930                                                   | ATLANTIDA (SPA)                                                             | Victoriano Jiménez                                                          |                                                                             | Cuadra Conde de la Cimera                                                   | 2400m                                                                       |
| 1929                                                   | MAURIAC (FR)                                                                | Lucien Lyne                                                                 |                                                                             | Cuadra Duque de Toledo                                                      | 2400m                                                                       |
| 1928                                                   | WHIRLIGIG (FR)                                                              | Michael Leforestier                                                         |                                                                             | Cuadra Marqués del Llano de San Javier                                      | 2400m                                                                       |
| 1927                                                   | BOLIVAR (SPA)                                                               | Lucien Lyne                                                                 |                                                                             | Cuadra Duque de Toledo                                                      | 2400m                                                                       |
| 1926                                                   | LA MAGDALENA (SPA)                                                          | Carlos Belmonte                                                             |                                                                             | Cuadra Conde de la Cimera                                                   | 2400m                                                                       |
| 1925                                                   | CREVECOEUR II (FR)                                                          | Dwyer                                                                       |                                                                             | Cuadra George Baugatz                                                       | 2400m                                                                       |
| 1924                                                   | No se disputó esta edición                                                  | No se disputó esta edición                                                  | No se disputó esta edición                                                  | No se disputó esta edición                                                  | No se disputó esta edición                                                  |
| 1923                                                   | NICEAS (FR)                                                                 | Guy Garner                                                                  |                                                                             | Cuadra HH Aga Khan III                                                      | 2200m                                                                       |
| 1922                                                   | RUBAN (FR)                                                                  | Lucien Lyne                                                                 |                                                                             | Cuadra Duque de Toledo                                                      | 2400m                                                                       |
| 1921                                                   | LE FRIAND (FR)                                                              | Vicente Díez                                                                |                                                                             | Cuadra Mr. Jean Lieux                                                       | 2400m                                                                       |
| 1920                                                   | BRABANT (FR)                                                                | Lucien Lyne                                                                 |                                                                             | Cuadra Duque de Toledo                                                      | 2400m                                                                       |
| 1919                                                   | NOUVEL AN (FR)                                                              | George Archibald                                                            |                                                                             | Cuadra Cimera - Martorell                                                   | 2400m                                                                       |
| 1918                                                   | UKKO (FR)                                                                   | George Archibald                                                            |                                                                             | Cuadra Marqués de Villamejor                                                | 2400m                                                                       |
| 1917                                                   | SACA-CHISPAS (FR)                                                           | W. Hirons                                                                   |                                                                             | Cuadra Condes Enjarada - Torre Arias                                        | 2400m                                                                       |
| 1916                                                   | TEDDY (FR)                                                                  | Reginald Stokes                                                             |                                                                             | Cuadra Mr. Jefferson Davis Cohn                                             | 2400m                                                                       |